# Chiesa di San Marco Evangelista (Caerano di San Marco)
La chiesa di San Marco Evangelista è la parrocchiale di Caerano di San Marco, in provincia e diocesi di Treviso; fa parte del vicariato di Montebelluna.

## Storia
Il primo nucleo della chiesa di San Marco, di pianta quadrangolare, venne edificato tra il 1680 e il 1693, mentre la facciata fu realizzata all'inizio del Settecento da Paolo Mistrotti.

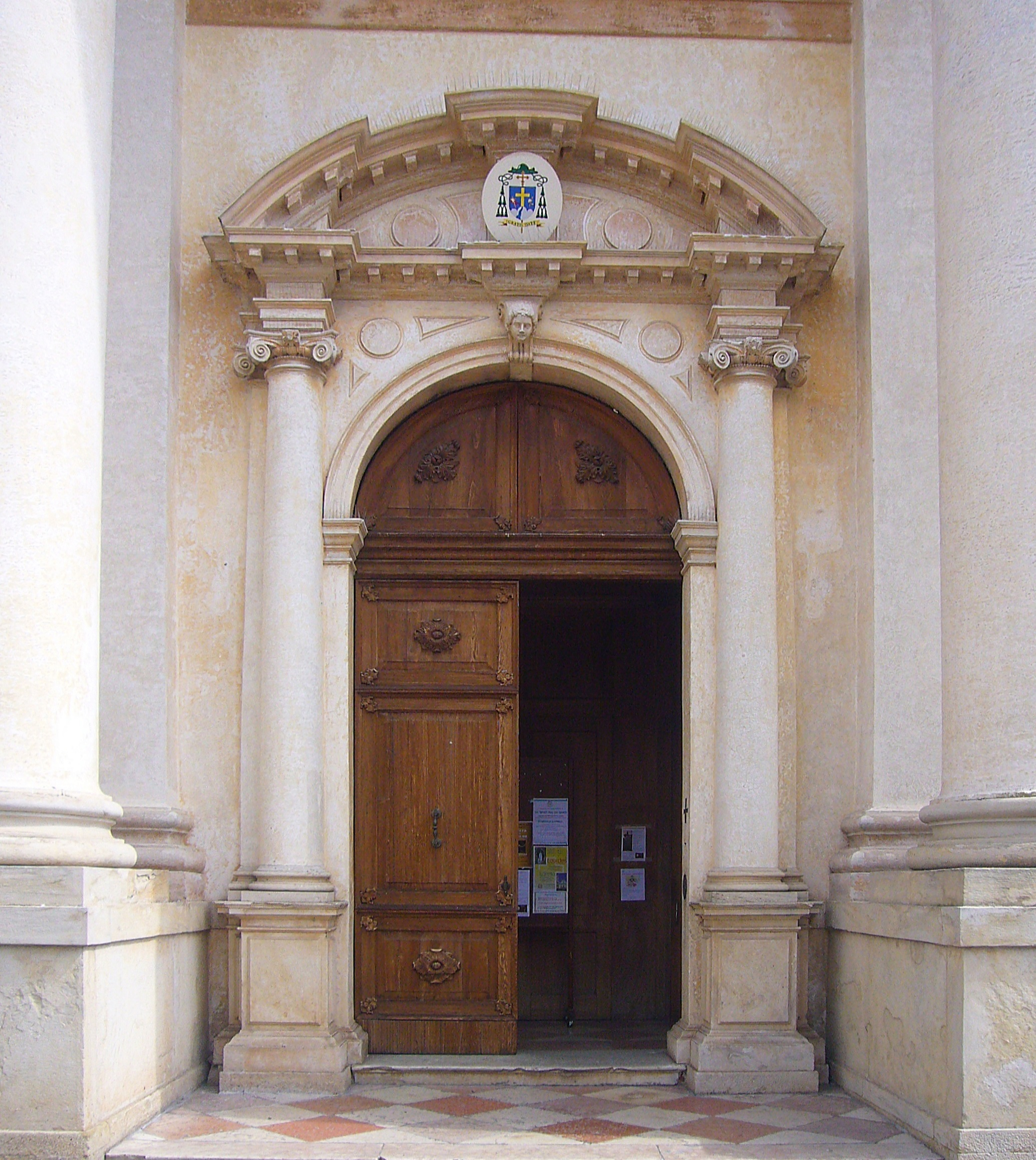
Il portale d'ingresso

Sempre in quel secolo il soffitto della parrocchiale venne rifatto; il campanile, distrutto da un fulmine il 25 aprile 1786, fu ricostruito nel 1790.

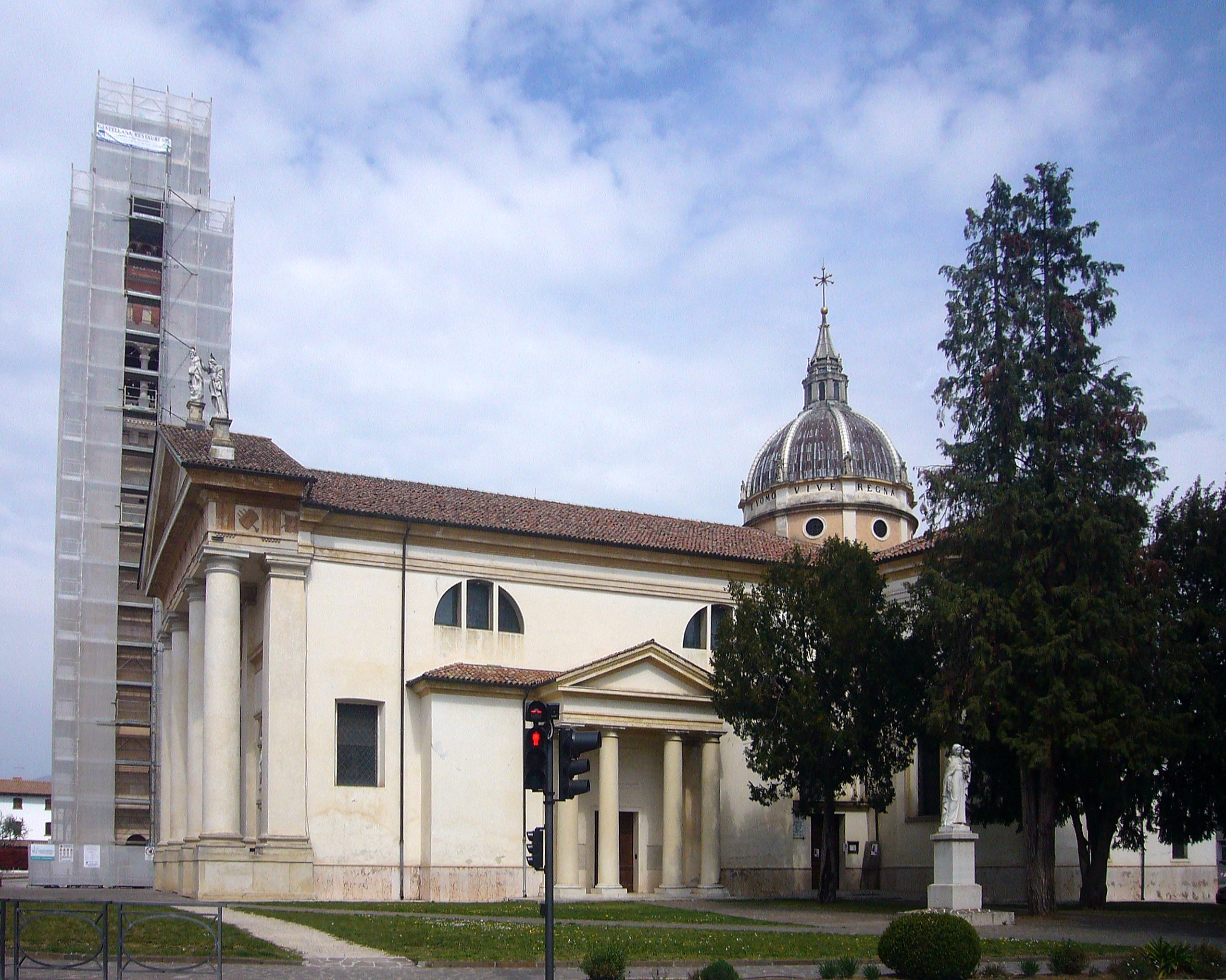
La parrocchiale e il campanile in ristrutturazione

Tra il 1905 e il 1906 un intervento di ampliamento interessò la chiesa, a cui furono aggiunti il transetto e la nuova abside, rendendola così a croce latina.
Nel 1924 si provvide a consolidare la cupola e a rimangiare i bracci del transetto per eliminare alcune infiltrazioni d'acqua; tra gli anni sessanta e anni settanta la parrocchiale venne risistemata, mentre nel 1990 furono riaperte le finestre presenti sulle pareti laterali.
Nel 2000 si procedette all'esecuzione dell'adeguamento liturgico secondo le norme postconciliari, in occasione del quale vennero installati l'altare rivolto verso l'assemblea e l'ambone.

## Descrizione

### Esterno
La facciata a capanna della chiesa, rivolta a ponente anticipata dal pronao tetrastilo d'ordine tuscanico abbellito dal fregio con metope e triglifi, presenta centralmente il portale d'ingresso timpanato e una finestra termale oppilata e ai lati due nicchie con statue, mentre a coronare il prospetto è il frontone triangolare sormontato da tre statue.

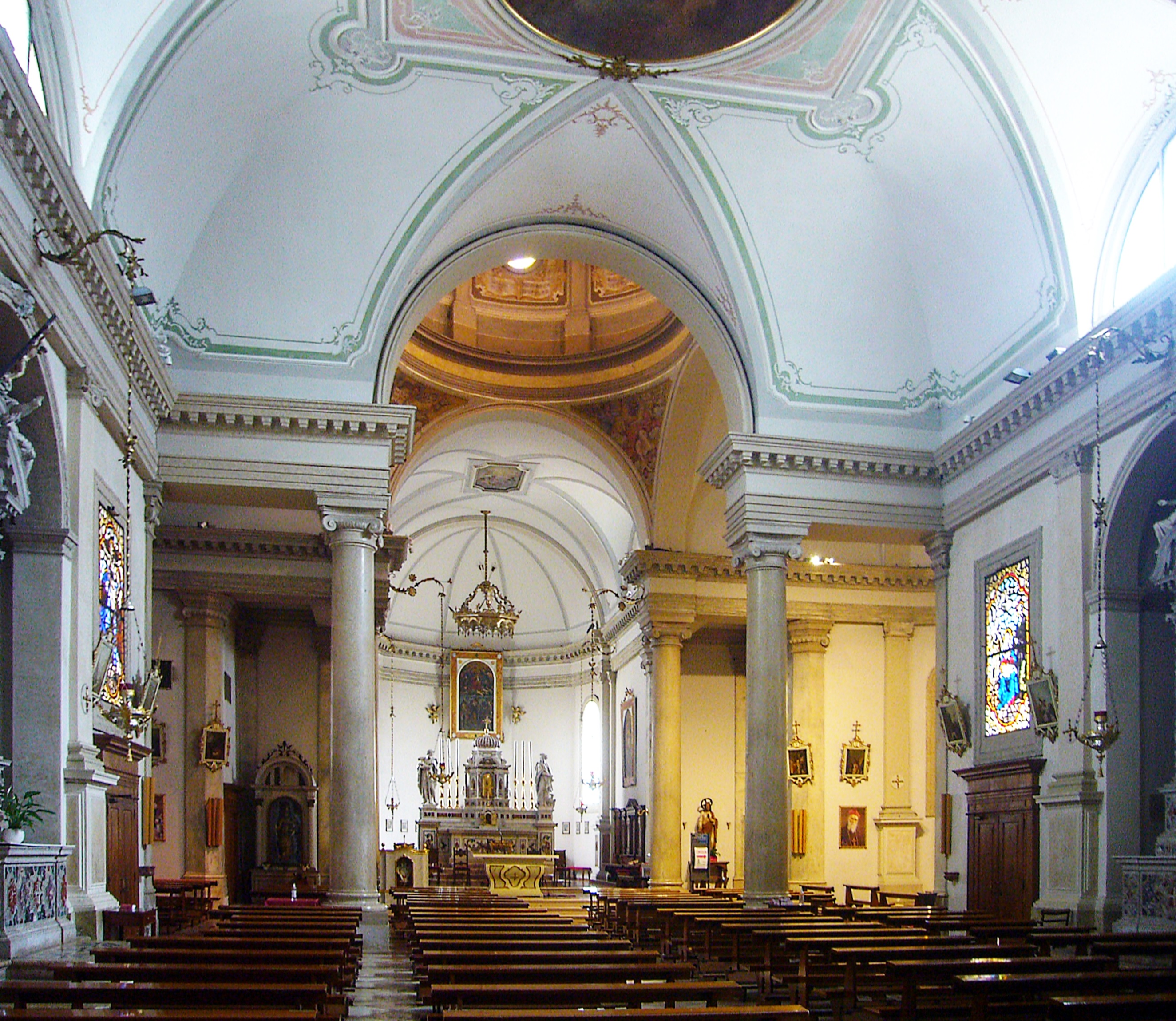
L'interno

Accanto alla parrocchiale si erge su un alto basamento a scarpa il campanile a pianta quadrata, la cui cella presenta su ogni lato una bifora ed è coronata dalla statua ritraente la Fede, scolpita da Angelo Rossetto nel 1922.

### Interno
L'interno dell'edificio, la cui pianta è a croce latina, si compone di un'unica navata, sulla quale si affacciano le cappelle laterali, introdotte da archi a tutto sesto, e i bracci del transetto, e le cui pareti sono scandite da lesene con capitelli d'ordine ionico sorreggenti la trabeazione modanata e aggettante sopra cui s'imposta la volta a botte; al termine dell'aula si sviluppa il presbiterio, rialzato di alcuni gradini e chiuso dall'abside semicircolare.